# 감옥 (2004년 영화)
감옥(Doing Hard Time)은 미국에서 제작된 프레스턴 A. 휘트모어 2세 감독의 2004년 액션, 드라마 영화이다. 보리스 코조 등이 주연으로 출연하였다.

## 출연

### 주연
- 보리스 코조
- 마이클 K. 윌리엄즈
- 스틱키 핑가즈
- 레이건 고메즈 프레스턴
- 자스민 루이스
- 윌리엄 L. 존슨
- 마르첼로 테드포드
- 에밀리오 리베라
- 찰스 맬릭 휘트필드
- 패트리스 피셔
- 스티븐 바우어
- 지안카를로 에스포지토